# Ахмад аль-Магді бін Ях'я
Ахмад Аль-Магді бін Ях'я (араб. المهدي أحمد بن يحيى المرتضى; 1363—1436) – імам Зейдитської держави в Ємені.

## Життєпис
Був нащадком зейдитського імама Юсуфа ад-Даї. Був гарно освіченим і плідним письменником.
1391 року загинув старий імам Мухаммед аль-Насір Салах-ад-Дін, залишивши тільки молодих нащадків. Каді Абд Алі ібн аль-Хасан ад-Доварі тимчасово узяв на себе адміністративні клопоти у зейдитських регіонах єменського високогір'я від імені синів аль-Насіра. Тим не менше, зейдитські улеми у Сані обрали Ахмеда бін Ях'я імамом. Такий крок не сприйняв ад-Доварі, який одразу ж призначив сина померлого імама Алі аль-Мансура бін Салах-ад-Діна. Аль-Магді та його прибічники втекли з Сани до Бейт-Боуса й упродовж одного року два імами боролись один з одним за владу і вплив. 1392 року у селищі Мабар, на південь від Сани, аль-Магді був схоплений людьми аль-Мансура та ув'язнений на 7 років. 1399 колишній імам утік за допомогою охоронців, які йому співчували. Далі він жив приватним життям, допоки 1436 року не помер через чуму. Того ж року від чуми у Сані помер і його суперник Алі аль-Мансур.
До літературної спадщини Ахмада аль-Магді належить значна кількість творів з догматики, логіки, поезії, граматики та права. Наприклад, він є автором богословсько-правової енциклопедії «Аль-Бахр аль-захер».